# Baeocera monstrosa
Espèce
Synonymes
- Eubaeocera monstrosa Löbl, 1971 (protonyme)

Baeocera monstrosa est une espèce de coléoptères de la famille des Staphylinidae et de la sous-famille des Scaphidiinae.

## Répartition et habitat
Cette espèce est décrite du Sri Lanka, mais également connue d'Inde.